# 錫達鎮區 (堪薩斯州史密斯縣)
錫達鎮區（英語：Cedar Township）為美國堪薩斯州史密斯縣轄下的鎮區。2010年美国人口普查中該鎮區人口有566人。

## 地理
錫達鎮區涵蓋總面積為93.07平方（35.93平方英里）。

## 人口統計
根據2010年美國人口普查，錫達鎮區人口有566人，住房296戶，人口密度為6.08人/每平方公里。此鎮區居民之種族中，白人佔97.35%，非裔美國人佔0%，美洲原住民佔0.18%，亞裔美國人佔0%，太平洋島裔美國人佔0%，其他種族佔0%，混血種族則佔2.47%。而西班牙裔或拉丁裔美國人佔此鎮區人口的0.35%。

## 交通

### 主要公路
- 36號美國國道